# ムワンガ語
ムワンガ語（ムワンガご、ムワンガ語: Ichinamwanga、英: Mwanga language）は、バントゥー語群に属する言語である。話者はザンビアの北部州 (Northern)やタンザニアのムベヤ州に居住するムワンガ族の人々である。話者数はザンビアに174,000人、タンザニアに87,000人の合計261,000人である。

## 言語名別称
- Mwanga
- Namwanga
- ニャムワンガ語
- Nyamwanga
- Ichinamwanga
- Inamwanga
- Kinamwanga
- Chinamwanga

## 方言
- Tambo (mwn-tam)
- Iwa (mwn-iwa)